# Nicolas Lignier
Pour les articles homonymes, voir Lignier.
Nicolas Lignier est un homme politique français né le 6 septembre 1809 à Molins-sur-Aube (Aube) et mort le 20 janvier 1874 à Pougy (Aube).

## Biographie
Avocat à Troyes, il est sous la Monarchie de Juillet, l'un des leaders du parti démocratique dans le département. Il est commissaire du gouvernement après le 24 février 1848, puis député de l'Aube de 1848 à 1849 et conseiller général en 1849. Il entre au Conseil d’État en 1849, et démissionne lors du coup d’État du 2 décembre 1851. Candidat d'opposition sous l'Empire, il devient préfet de l'Aube après le 4 septembre 1870. il est élu représentant de l'Aube en 1871 et siège à la Gauche républicaine. Il démissionne en 1873 pour raisons de santé.

## Sources
- « Nicolas Lignier », dans Adolphe Robert et Gaston Cougny, Dictionnaire des parlementaires français, Edgar Bourloton, 1889-1891 [détail de l’édition]